# Реу
Реу (івр. רְעוּ, Рагав) — син Пелега. У віці 32 років він стає батьком Серуга (Бут. 11:17-18). Таким чином Реу був прапрадідом майбутнього патріарха Авраама. Прожив ще 207 років та мав інших дітей (Бут. 11:21).
Згаданий у Євангелії від Луки як Рагав у родоводі Ісуса Христа — Лк. 3:35.